# 大衛楊桃螺
大衛楊桃螺（学名：Harpa davidis）为楊桃螺科楊桃螺屬下的一个种。